# آلیسا میلر
آلیسا میلر (به انگلیسی: Alyssa Miller) (زاده ۴ ژوئیهٔ ۱۹۸۹) مدل آمریکایی است.